# Espina cervina de fulla petita
L'espina cervina de fulla petita (Rhamnus saxatilis) és una espècie de fanerògama de la família de les Ramnàcies. També rep el nom d'aladern, aladern menut, arç rupícola, espina-cervina petita, llampúdol fètid o traucaperols.

## Descripció
És un arbust erecte que assoleix una mida de fins a 1,5 m d'alçada, de fulles caduques, molt ramificat, amb branques oposades o suboposades, espinoses, glabres. Les fulles de 10-25 x 5-15 mm, amb pecíol de 2-6 mm, fasciculades sobre braquiblasts i oposades o suboposades sobre macroblasts, d'obovades a àmpliament el·líptiques o ovades, crenat-serrulades, agudes o obtuses, glabres. Flors fasciculades, amb pedicel de fins a 3 mm. Calze amb 4 sèpals, de lanceolats a triangular-lanceolats, glabres. Corol·la amb 4 pètals de 0,6-0,7 mm, poques vegades absent. Disc nectarífer glabre. Fruits de 4,8-5,2 x 4,4-5 mm, verdosos, amb 2-3 pirenis, glabres. Llavors de 4,8-5,2 mm, amb solc sencer. Floreix entre els mesos d'abril i juny.

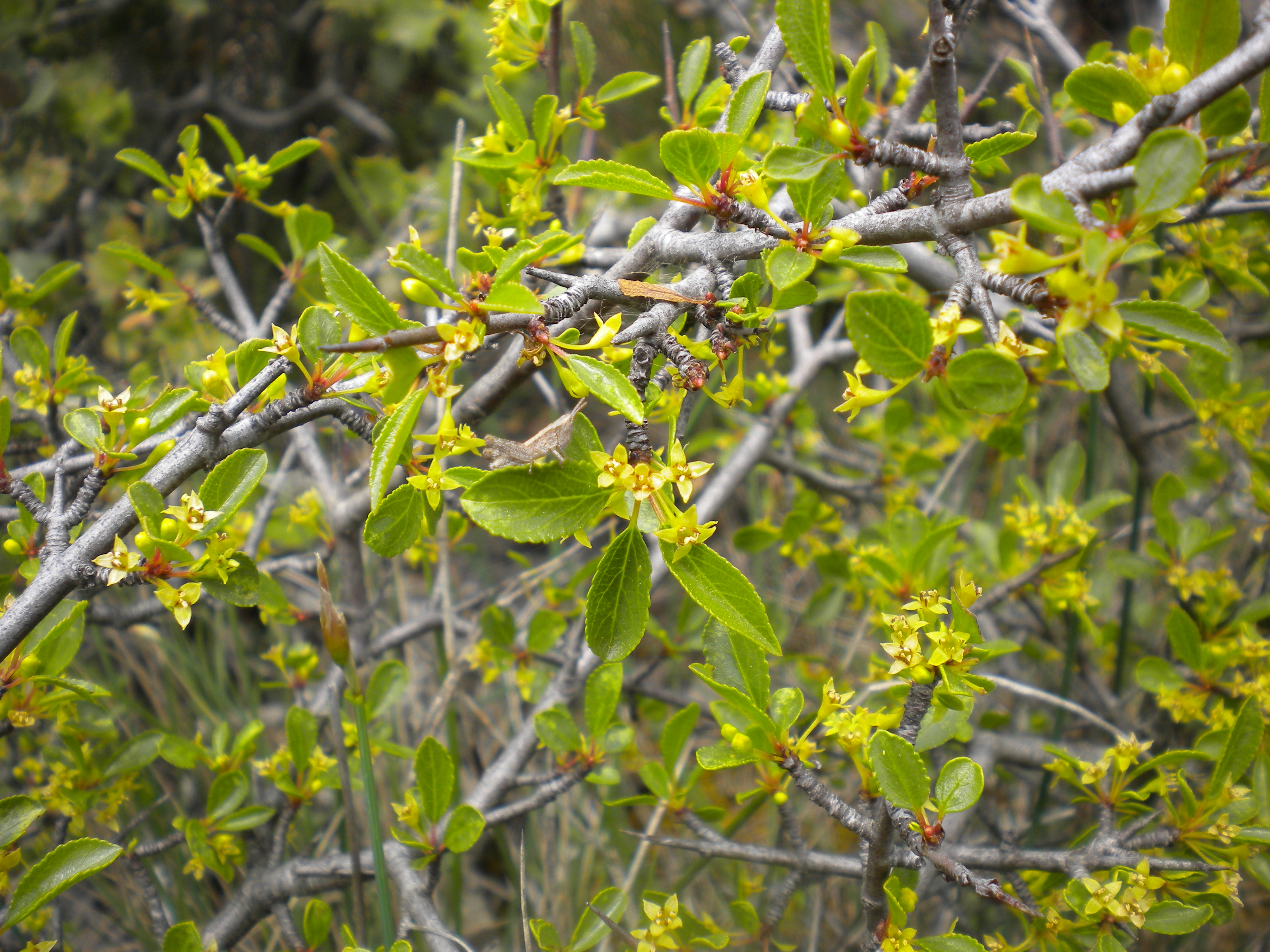
Detall de les fulles i inflorescències.

## Distribució i hàbitat
Es distribueix pel centre i sud d'Europa. Habita en boscos, matollars i vessants rocoses, preferentment en terrenys calcaris. Habitualment entre els 600 i els 1.400 metres d'altitud.

## Taxonomia
Rhamnus saxatilis va ser descrita per Nikolaus Joseph von Jacquin i publicada a Enum. Stirp. Vindob. 39, l'any 1762.

### Sinonímia
- Rhamnus infectoria L.[7]

## Farmacologia i ús
Se n'empraven les llavoretes com a colorant per a obtenir el groc de canari.

### Citologia
Nombre de cromosomes de Rhamnus saxatilis (Fam. Rhamnaceae) i tàxons infraespecífics: 
2n=24.